# Nesslau
Nesslau – miejscowość i gmina we wschodniej Szwajcarii, w kantonie St. Gallen, w okręgu Toggenburg. Leży nad rzeką Thur. 1 stycznia 2005 połączona z gminą Krummenau w gminę Nesslau-Krummenau. Obecna gmina powstała 1 stycznia 2013 z połączenia gminy Stein i Nesslau-Krummenau.

## Demografia
W Nesslau mieszkają 3733 osoby. W 2022 roku 7,4% populacji gminy stanowiły osoby urodzone poza Szwajcarią. 

## Transport
Przez teren gminy przebiega droga główna nr 16.